# 富士山號列車
- 關於跨越山梨縣和靜岡縣的活火山，請見「富士山」。
- 關於JR東日本和富士急行之間直通運輸的快速「富士山」，請見「富士回遊號列車」。
- 關於於富士急行上行走的特急「富士山特急」，請見「富士急行線#特急「富士山特急」」。

富士山（日语： Nanki */?，英語：Mt. Fuji）號列車是由小田急電鐵（小田急）和東海旅客鐵道（JR東海）運行於小田急的新宿站至御殿場站之間的特急列車（小田急浪漫特快系列之一）。曾經該列車由日本國有鐵道（國鐵）營運。列車途經小田急的小田原線和JR的御殿場線。在2018年3月17日起從朝霧改名而來。
此條目同時記載於田急小田原線直通至御殿場線的優等列車之演變。

## 歷史
在1955年，小田急開始設有直通列車駛入日本國有鐵道（國鐵）御殿場線，當時列車行走於新宿站和御殿場站之間，列車類別為特別準急，共有2個往返班次。在1959年增加至4個往返班次。在御殿場線電氣化同時，該4班列車的愛稱統一為「朝霧」。同年10月，列車類別變更為聯絡急行。在1991年3月16日起，列車類別再變更為特急列車。同時變為小田急和JR東海均設有車輛互相駛入對方的路段。在2012年3月17日起，剩下只有小田急車輛行走。
在此條目中，小田急小田原線會被簡稱為「小田急線」，鐵道省、日本國有鐵道等，與國家有直接關係的鐵路事業會被簡稱為「國鐵」，小田急3000形（初代）會被簡稱為「SSE車」，20000形會被簡稱為「RSE車」，60000形會被簡稱為「MSE車」、JR東海371系電聯車會被簡稱為「371系」。
小田急只是單向駛入JR東海路段。「富士山」是關東大手私鐵特急列車中，唯一駛入JR東海的列車。

### 前史
關於小田急線和御殿場線之間連結起來的構想，是源於第二次世界大戰中，當日本國鐵東海道本線（特別是於根府川站附近的白糸川橋樑等）路段上被攻擊炸毀時，作為繞道的方案。在該構想中，透過收購松田站附近用地，以建設橋腳。後來由於已經結束戰爭，因此最終沒有實現。
在結束戰爭後的1946年，東京急行電鐵（大東急）制定的「鐵軌道復興3年計劃」中，包含了小田急線和御殿場線之間直通運輸，連接新宿站至沼津站之間之計劃。在該計劃中，運輸省需要把御殿場線電氣化，而直通列車運行上由大東急負責。以舒緩東海道本線的流量和發展富士山麓的觀光事業。這個計劃實際在1947年3月向運輸省申請。但是，由於投資金額較大，因此不被成為優先處理項目。後來大東急曾經討檢以受託經營方式，把御殿場線電氣化交給大東急負責，或者使用蒸氣機車或柴油電動列車方案。在1948年大東急最終解體。
後來，小田急在大東急分離獨立後，公司內部繼續商議把小田急線直通至御殿場線。在1947年9月，駿豆鐵道申請開設巴士路線連接小田原至小涌谷之間，由於該路線會駛入箱根登山鐵道營運範圍，因此表示反對。這個事件中可看見爭奪巴士路線營運權（後來這個事件被稱為箱根山戰爭，西武集團與小田急集團的對抗）。
在這個狀況下，小田急不單只注視小田原、熱海和箱根的觀光路線，還注視御殿場的觀光路線。另外也考慮到從御殿場出發，途經山中湖前往富士五湖之觀光路線。此外，由於從東京前往御殿場線的直通列車中只有普通列車，在沿線自治體和東京方面都有訴求要求開設直通急行列車。
在1952年，小田急向國鐵申請開設直通班次前往御殿場線。為了與國鐵進行協調，東急車輛製造開發一架長20m級，搭載2台柴油引擎的柴油列車，以便直通至御殿場線。

### 開始直通運輸
在1955年8月16日，國鐵批准直通運輸。同年9月7日，簽署了與直通相關的契約。直通列車所使用的柴油列車KiHa5000形於同年9月5日完成。同年10月1日起，直通列車開始營運，每日設有2個往返班次。在小田急線內為特急列車，在御殿場線內為準急列車，於御殿場線內的列車類別為「特別準急」。列車為座位定額制和車廂指定制，沒有指定座位。該列車中途會經過新松田站至松田站之間新建的聯絡線。
在開始營運的1955年10月1日時間表修正中，列車時間表如下。列車中途只停靠松田站。關於列車編號中，在下一個時間表修正起變更為2700系列。
特別準急「銀嶺」
905列車 新宿從早上7時30分出發→御殿場於早上9時13分到達
906列車 御殿場從早上10時35分出發→新宿於中午12時20分到達

特別準急「芙蓉」
907列車 新宿從下午1時25分出發→御殿場於下午3時11分到達
908列車 御殿場從下午5時40分出發→新宿於下午7時26分到達
愛稱「銀嶺」和「芙蓉」都是以富士山命名。
值得留意的是，在一般直通運輸班次中，通常列車會停靠在兩間鐵路公司的邊界站以進行乘務員交班。但是於該列車執勤的小田急乘務員於國鐵的考核中合格（包括司機和車長），因此可繼續駛入御殿場線內。加上當時御殿場線的旅客列車中，只有使用蒸氣機車牽引的客車列車，因此御殿場線內沒有柴油列車的乘務員，根本不能進行交班（御殿場線在1957年後才設有普通列車使用柴油列車行駛）。在通過車站中，車長會接收路籤。
該直通列車受到季節性變化下也得到好評。當時該列車是御殿場線唯一的優等列車。自衛隊員和公務員會時常乘坐該列車往返東京，而另一方面，乘客抱怨列車的座位比較狹窄。後來由於運輸力開始不足，在增加車輛數目外，隨著谷峨站列車交會設備完成，於1959年7月起增加至每日4個往返班次。新建的車輛改善了座位間距，從前的車輛也同時改善了座位間距。
在1959年7月2日時間表修正中，列車時間表如下。
特別準急「銀嶺」
2701列車 新宿從早上7時30分出發→御殿場於早上9時12分到達
2702列車 御殿場從早上10時43分出發→新宿於中午12時23分到達

特別準急「朝霧」
2703列車 新宿從早上8時45分出發→御殿場於早上10時40分到達
2704列車 御殿場從中午12時23分出發→新宿於下午2時08分到達
特別準急「芙蓉」
2705列車 新宿從下午1時30分出發→御殿場於下午3時18分到達
2706列車 御殿場從下午6時02分出發→新宿於下午7時42分到達

特別準急「長尾」
2707列車 新宿從下午2時43分出發→御殿場於下午4時35分到達
2708列車 御殿場從下午6時28分出發→新宿於下午8時08分到達
愛稱「朝霧」是取自富士山麓的朝霧高原，同時宣傳位於該處，由小田急運營的營地。「長尾」是取自御殿場前往箱根中途經過的長尾峠。另外，在當年5月起，九州也開設了準急「朝霧」。
在加班後的預約狀況中，於上午前到達御殿場列車的部分車廂會分離，停泊在御殿場站，然後與黃昏出發的列車連結使用。另外在1959年9月19日，當時的皇太子明仁親王前往御殿場市郊外的國立青年之家時，去程乘坐了直通列車。後來，在沿線自治體的要求下，部分列車停靠山北站和駿河小山站。在1964年後，也有訴求把駛入區間延伸至沼津站。

### 御殿場線電氣化

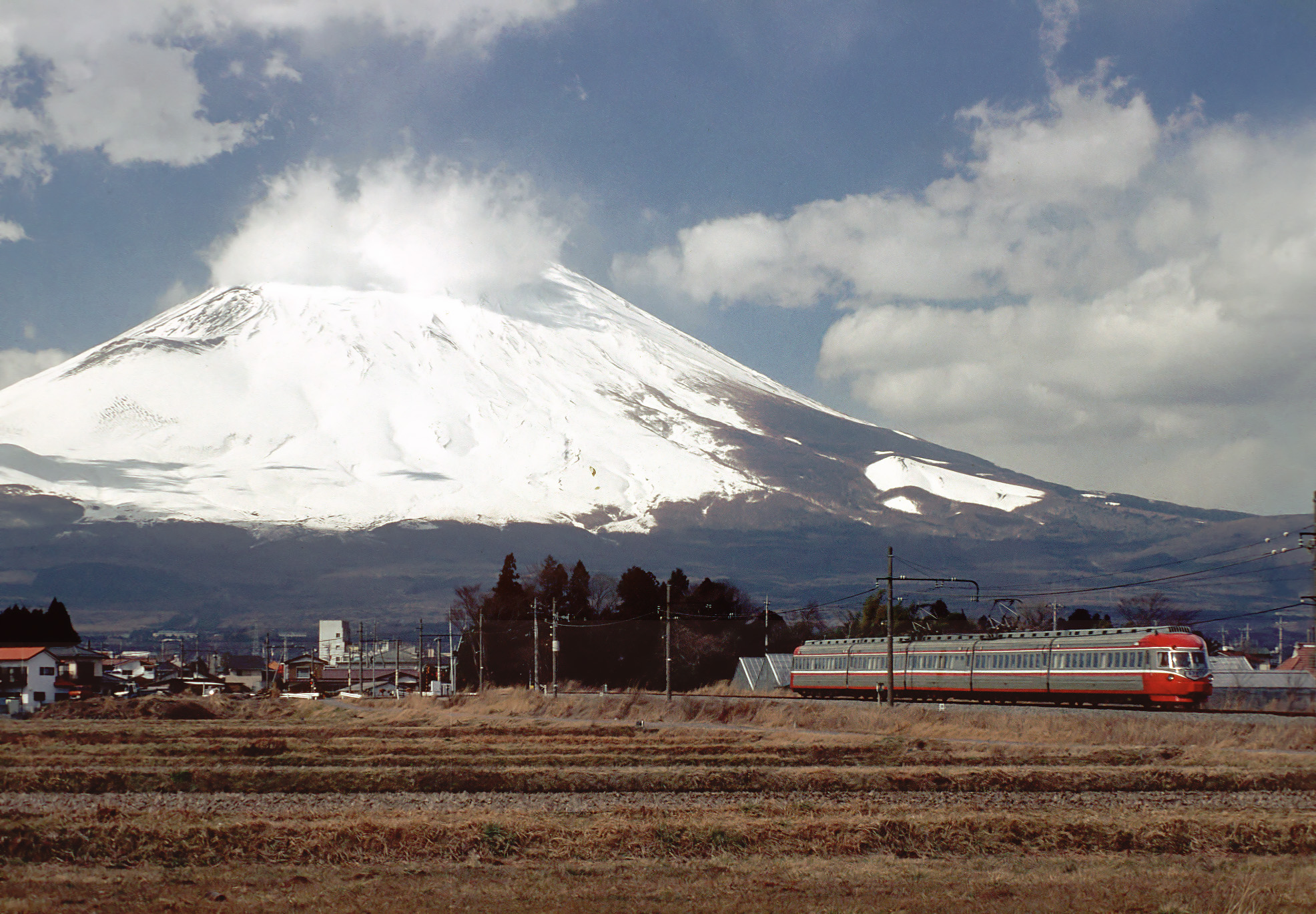
3000形SSE車

在1968年，隨著御殿場線電氣化，直通列車由於改用電動列車，柴油列車行走直通列車班次的期限為1968年6月30日。該柴油列車後來轉換給關東鐵道。KiHa5000形變為「KiHa751形」，KiHa5100形變為「KiHa753形」，兩款車輛的車內改為長椅和變成每邊3度車門（參見「小田急KiHa5000形柴油列車#轉讓」）。
關於直通專用電動列車，使用了小田急的SSE車，改造為5卡連接車。於1968年7月1日起，開始使用SSE車行走直通班次。同時，所有班次（4個往返班次）統一愛稱為「朝霧」。由車廂指定制和繼續由小田急乘務員駛入御殿場線路段的情況不變。
以下為1968年7月1日時間表修正中，列車時間表如下。中途停車站設有松田站、山北站和駿河小山站，於小田急線內繼續沒有中途站。
特別準急「朝霧」1號
2711M 新宿從早上7時50分出發→御殿場於早上9時38分到達
2712M 御殿場從早上11時00分出發→新宿於中午12時38分到達

特別準急「朝霧」2號
2713M 新宿從早上9時01分出發→御殿場於早上10時59分到達
2714M 御殿場從中午12時17分出發→新宿於中午13時48分到達

特別準急「朝霧」3號
2715M 新宿從下午1時31分出發→御殿場於下午3時17分到達
2716M 御殿場從下午5時38分出發→新宿於下午7時17分到達

特別準急「朝霧」4號
2717M 新宿從下午2時31分出發→御殿場於下午4時20分到達
2718M 御殿場從下午7時03分出發→新宿於下午8時30分到達
在1968年(昭和43年)10月1日的「4・3・10」時間表修正中，國鐵廢除準急列車類別，所有準急列車升級為急行，「朝霧」於國鐵線內變成急行列車，使於小田急線內的列車類別變為新的列車類別「聯絡急行」。在1966年3月，於九州行走的準急「朝霧」已經升級為急行。使在這個期間，設有國鐵同名定期列車中，設有不同的列車類別。
隨著列車改用電動列車，載客量提高了3倍，可是客量追不上已增加的載客量。因此在1971年10月1日起，於小田急線內加停新原町田站。當時於小田急線內，使用定期票的乘客可作為一般車票乘坐特急班次，但是「朝霧」不可以這樣做。
在1978年(昭和53年)10月2日的「53・10」時間表修正中，列車編號編排方式變更，下行列車為單數，上行列車為雙數。
在1981年7月13日時間表修正中，列車時間表如下。
- 下行
聯絡急行「朝霧」1號2711M 新宿從早上7時45分出發→御殿場於早上9時28分到達
聯絡急行「朝霧」3號2713M 新宿從早上9時40分出發→御殿場於早上11時18分到達
聯絡急行「朝霧」5號2715M 新宿從下午1時11分出發→御殿場於下午3時01分到達
聯絡急行「朝霧」7號2717M 新宿從下午3時11分出發→御殿場於下午4時45分到達

- 上行
聯絡急行「朝霧」2號2712M 御殿場從早上10時13分出發→新宿於中午12時02分到達
聯絡急行「朝霧」4號2714M 御殿場從早上11時52分出發→新宿於下午1時32分到達
聯絡急行「朝霧」6號2716M 御殿場從下午5時51分出發→新宿於下午7時34分到達
聯絡急行「朝霧」8號2718M 御殿場從下午7時04分出發→新宿於下午8時42分到達

在1984年2月1日起，所有列車加停本厚木站，「朝霧」1、6號再加停谷峨站。雖然時間表多多少小已經作出變更，但是「朝霧」仍然使用相近的時間表行走。在夏季多客時期，當有團體客乘坐該列車時，該班次會使用2抽SSE車行走。
於「朝霧」上使用的SSE車之設計壽命為10年。在1987年，SSE車車齡已經30年，由於車輛開始老化，因此開展了設計新型車輛。

### 互相直通運輸
在國鐵分割民營化後的1988年7月，小田急要求JR東海，引入車輛以取代車齡超過30年的SSE車。在1989年，御殿場線的富士岡站和岩波站加設列車交會施備，另外御殿場線沿線居民希望能夠延長運輸區間。小田急和JR東海之間在商討互相直通運輸，在1989年8月8日起，兩間公司均各自引入新型號車輛，小田急的RSE車和JR東海的371系，開始了互相直通運輸。同時於兩線內的列車類別升級至特急，行走區間延長至新宿站至沼津站之間，兩間公司基本上就這個計劃達成一致。在延長運行區間後，會預計會於中伊豆和西伊豆開展一條新的觀光路線。
因此，使用SSE車行走的連絡急行「朝霧」之期限直至1991年3月15日。在1991年3月16日起，開設了特急「朝霧」，並且開始互相直通運輸。同時，小田急和JR東海的乘務員會在松田站交班，各自於自己路段執行職務。

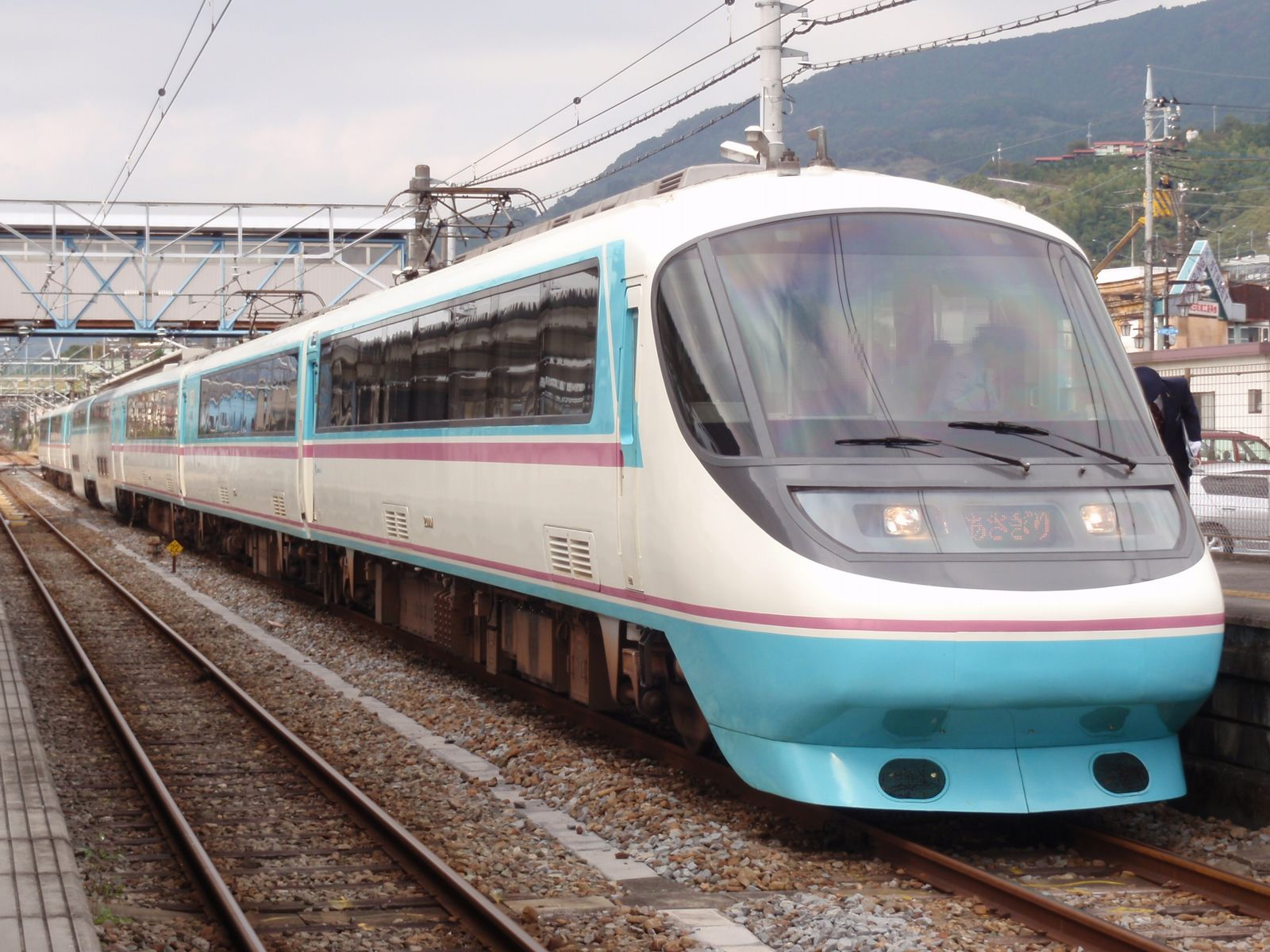
小田急20000形RSE（日语：小田急20000形電車）
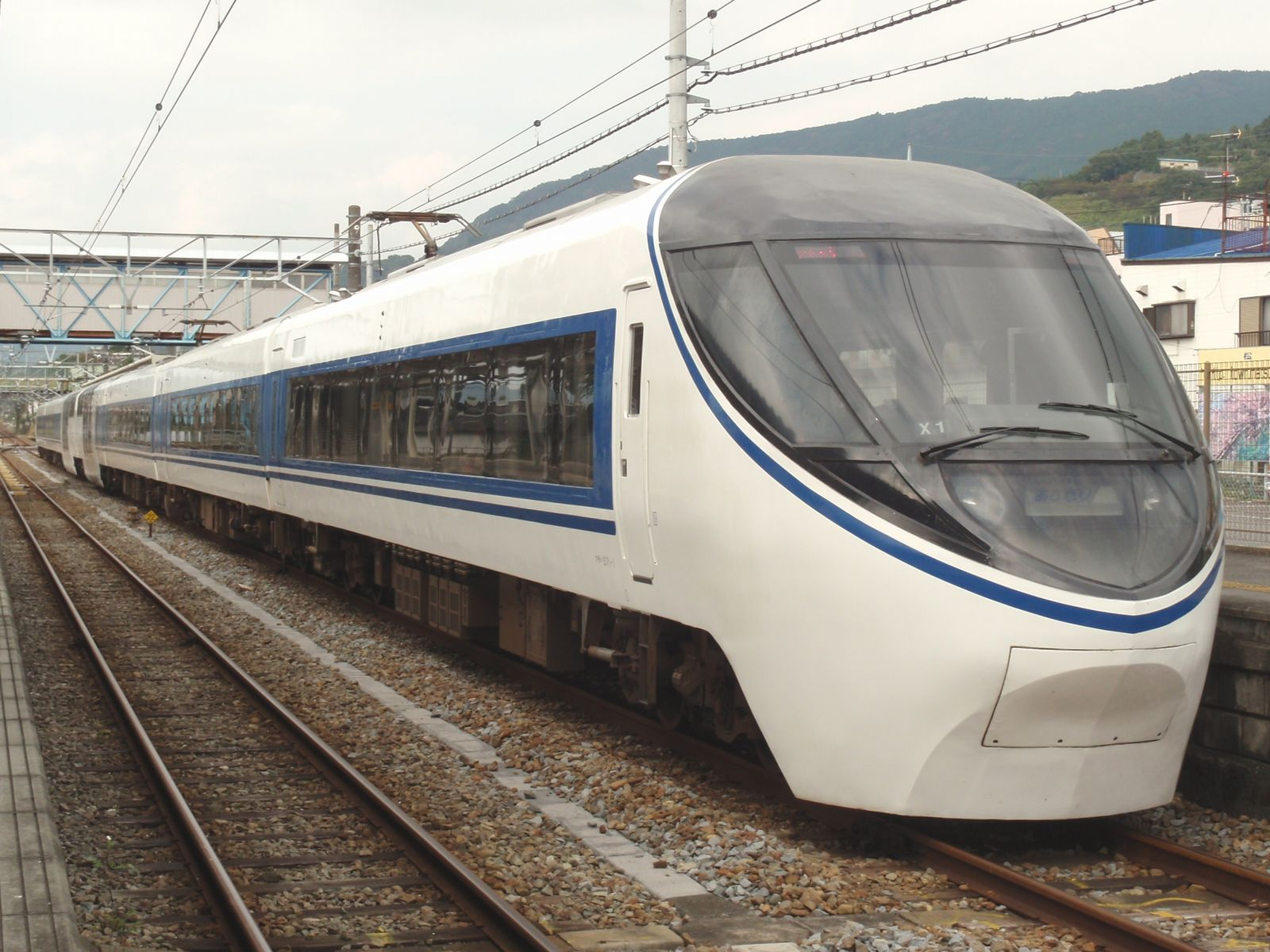
JR東海371系

在1992年3月28日時間表修正中，列車時間表如下。中途停車站包括：町田站、本厚木站、松田站、駿河小山站（只限1、3、6、8號）、御殿場站和裾野站。
- 下行
特急「朝霧1號」0401M→1M 新宿從早上7時45分出發→沼津於早上9時28分到達
特急「朝霧3號」0403M→3M 新宿從早上10時15分出發→沼津於中午12時16分到達
特急「朝霧5號」0405M→5M 新宿從下午1時40分出發→沼津於下午3時48分到達
特急「朝霧7號」0407M→7M 新宿從下午5時40分出發→沼津於下午7時39分到達

- 上行
特急「朝霧2號」2M→0402M 沼津從早上8時00分出發→新宿於早上9時59分到達
特急「朝霧4號」4M→0404M 沼津從早上10時30分出發→新宿於中午12時33分到達
特急「朝霧6號」6M→0406M 沼津從下午3時29分出發→新宿於下午5時26分到達
特急「朝霧8號」8M→0408M 沼津從下午5時40分出發→新宿於下午7時39分到達

當車輛故障或異常時，列車只使用小田急車，只於小田急線內行走，御殿場線內則暫停服務。

#### 接駁交通
隨著升級至特急，其他運輸公司開設了巴士路線以進行特急列車的接駁服務。
伊豆箱根鐵道開設了直通至伊豆長岡的急行巴士「菖蒲號」（於1991年3月16日開始行走於沼津至伊豆長岡之間）。伊豆箱根鐵道和箱根登山鐵道開設了聯絡巴士「朝霧」，連接沼津和沼津港之間。
東海自動車開設了直通特急巴士「超級浪漫號」，連接中伊豆、西伊豆方向。該特急巴士的車身中，一邊的顏色與RSE車車身顏色相同，另一邊顏色與371系車身顏色相同。
在升級至特急後1個星期，客量與前年比較上升2.5倍。由於當時泡沫經濟的影響，有許多乘客都是前往御殿場線沿線的高球場。當時也有訴求，要求列車延長至東海道本線靜岡站。JR東海方面，表示由於「新宿站至靜岡站之間（使用特急列車行走的話）需要3小時，與東海道新幹線的時間差距較大」而作不作考慮。

#### 隨著經濟低迷使客群變化
後來隨著經濟泡沫爆破，使經濟陷入低迷，於駿東地區的度假開發計劃停止。前往高球場的客量減少和一些乘坐開始轉用私家車前往上述地區。
另外，在開展西伊豆作為觀光路線前，西伊豆自身作為觀光景點的知名度不高。基於這個原因，與東伊豆、中伊豆相異，西伊豆並沒有鐵路線，在路面交通方面，也沒有快捷的巴士服務。隨著沼津至松崎之間的航線廢除，「朝霧」連接西伊豆方向的直通特急巴士班次也被削減。
在這個狀況下，於2010年主要客源是前往御殿場Premium Outlets。
在開設班次至2003年前，雖然列車會駛入JR線內，但是座位編號使用小田急的一套系統。在2003年4月6日起，座位編號改用JR的一套系統，（即是：1A、1B・・・10C、10D）。

### 再次單向直通運輸
在2012年3月17日時間表修正起，發表RSE車和371系不再行走特急「朝霧」。所有列車班次使用MSE車行走。同時行走區間縮短至新宿至御殿場之間。因此，「朝霧」變回特別準急→連絡急行時代，同樣於御殿場到發和單向直通運輸。
同時，停車站與行走時段也有變更。毎日行走的班次中，減至3個往返班次，星期六及假日加開1個往返的臨時班次（由於御殿場線沒有分開平日和假日時間表，而小田急線內設有平日和星期六與假日的時間表。因此在小田急線內，於星期六與假日時間表中，該臨時班次便視為定期列車）。
預定在2022年3月12日時間表修正中，星期六與假日的臨時班次預計被廢除。

## 運行概況
截至2018年3月17日，設有以行運行概況。
在新宿站至御殿場站之間，平日時間表設有3個往返班次，星期六與假日時間表設有4個往返班次+1個不定期的往返班次。新宿站至御殿場站之間的行車時間約1小時30分鐘。
所有列車使用MSE車，以6卡編成。所有車廂都是普通車廂座位指定席，沒有綠色車廂。
在2018年3月17日時間表修正中，原本於12:50出發的11號改於8:40出發並停靠駿河小山站，以取自於12:40出發的不定期列車31號停靠該站。6、12號於御殿場站出發的時間延後約50分鐘。另外，上行開設於10:48出發的不定期列車32號。
在交通系IC卡方面，整個行走區間中，小田急線內是PASMO範圍，御殿場線內是TOICA範圍，兩範圍不能跨越使用。因此不能使用IC卡乘坐此列車乘越小田急線秦野站（御殿場方向）或東山北站（新宿方向），只可使用IC卡於各自的範圍內乘車（新宿至松田或松田至御殿場之間）。
大部分列車可於御殿場站轉乘普通列車來往沼津站。
停車站
新宿站 - 新百合丘站 - 相模大野站 - 本厚木站 - 秦野站 - 松田站 - （駿河小山站） - 御殿場站
- 駿河小山站方面，只有1、3、6、11、12號停靠。

## 車內服務

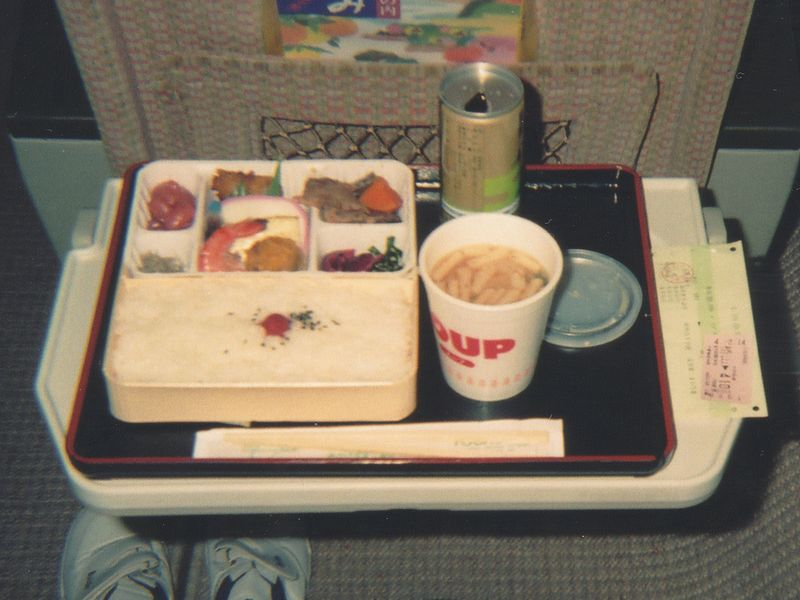
「朝霧」2號限定的早上服務（1991年，和式早餐）

在1955年開設班次當初，由於只有小田急獨自營運列車，因此設有車內販賣服務。整個區間由小田急服務部門（1957年起，公司改名為小田急商事）負責車內販賣服務，設有1至2名員工於車內服務。
在1968年7月1日，直通列車改用SSE車，森永天使開始於車內開設「行走中的咖啡廳」服務，該服務已於小田急線內的特急浪漫特快中提供。
在1991年3月16日起，由於開始改變為互相直通運輸。「朝霧」1、4、5、8號由小田急餐廳系統負責，「朝霧」2、3、6、7號由J-Diner東海負責車內販賣服務。在普通車廂中沒有像「行走中的咖啡廳」一樣提供服務，變成使用手推車提供車內販賣服務。綠色車廂提供座位服務，在座位上設有呼叫服務員的按鈕。兩間公司的餐單各有不同，特別是J-Diner東海提供了已切片的水果。另外，「朝霧」2號綠色車廂內提供了和式和西式早餐販賣服務。由小田急餐廳系統服務的班次中，共有6名服務員，由J-Diner東海服務的班次中，共有5名服務員。
車內販賣服務於2011年3月11日起結束。在2012年3月17日起開始使用MSE車行走後，車內設有飲品自動販賣機。

## 預約系統
在特別準急、聯絡急行時代，座位系統由小田急管理。隨著升級至特急後，列車的座位開始連接MARS系統，也連接了小田急的座位預約系統 (SR) 。在「朝霧」的停車站中設有SR終端機。
後來，在JR東海中購入特急券時，MARS系統終端機設有專用選單，連接小田急的網上系統，以便確認座位未被預訂。由於在JR東海以外的JR櫃臺中，不能連接小田急的網上系統，因此在這些地方的MARS終端中只可購入沒有預留座位的特急券，購入後使用電話向靜岡MARS指令以確認取得座位。另外，在JR和小田急聯絡運輸以外的地區中，於JR櫃臺只可購買JR線區間的車票，不能購入小田急線區間的車票，因此如需要同時購買兩個區間的車票，便只可於旅行社中同時購入JR車票、特急券與小田急浪漫特快特急券和小田急線車票，在這個情況下，旅行社將會收取手續費。
為了方便乘客，JR在2009年3月14日出發日期起，可購買小田急線區間的指定券，發售地點包括JR東海的主要車站、西日本旅客鐵道（JR西日本）京阪神地區的綠色窗口和可購買小田急浪漫特快特急券的旅行社。由於可發售小田急浪漫特急券的旅行社受到合約限制，可購入JR線區間的車票的只有部分旅行社，這些旅行社購入JR時，也會分開特急區間與特急區間以外的區間作分開發票。
在2013年3月起，部分座位可經MARS系統購買，使可於MARS系統中購入聯絡車票，而在聯絡運輸範圍內，於旅行社設置的MARS系統也可購入小田急線區間的車票。
另一方面，由於發售座位數目有限，JR東海MARS系統連接小田急系統的功能被廢除，因此於御殿場站另外設置了MSR終端機，該機器發行的車票底紋不會是JR款式，而是小田急款式。在2014年3月，JR西日本和小田急電鐵的聯絡運輸廢除，於JR西日本的綠色窗口中不能購買小田急線區間的車票。

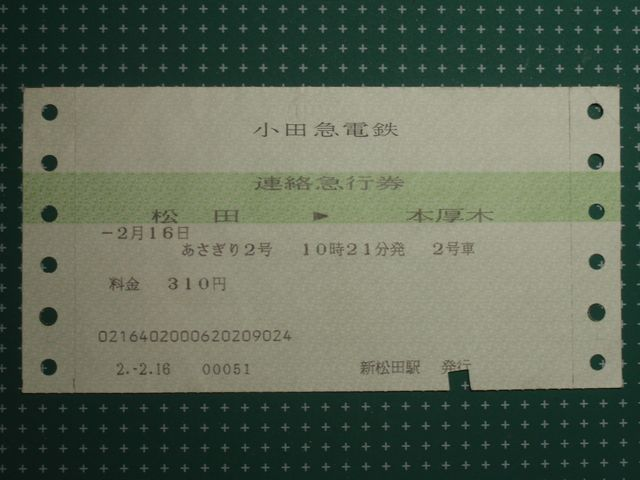
小田急SR終端機發行的聯絡急行券。
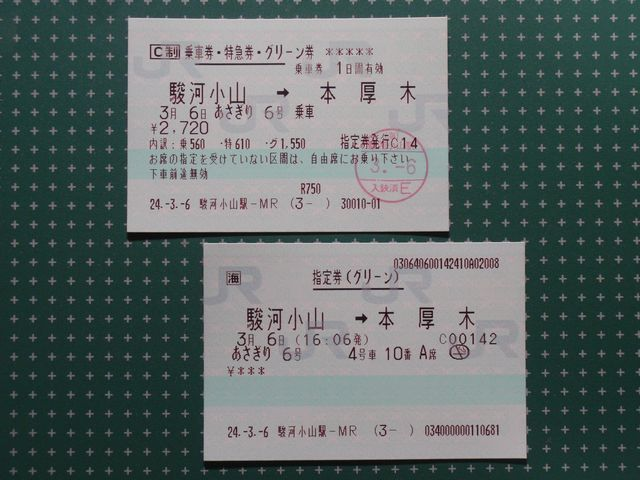
於MARS發行的特急券例子。
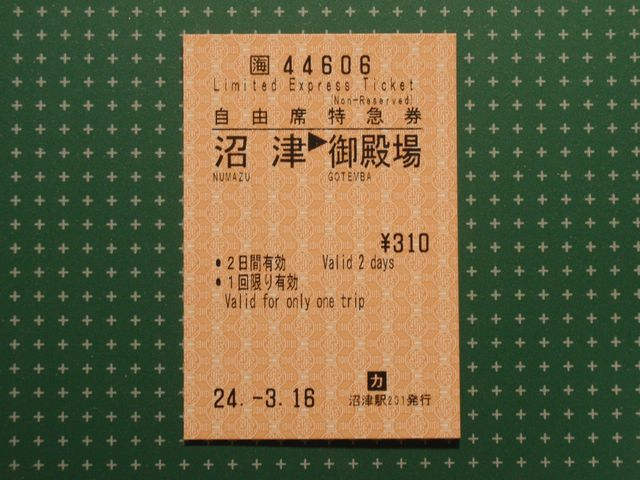
於售票機發行的自由席特急券[注 8]。
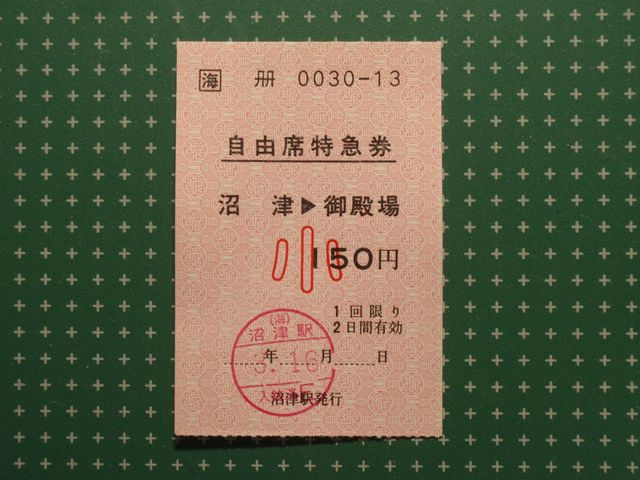
在月台從職員發行的自由席特急券[注 8]。
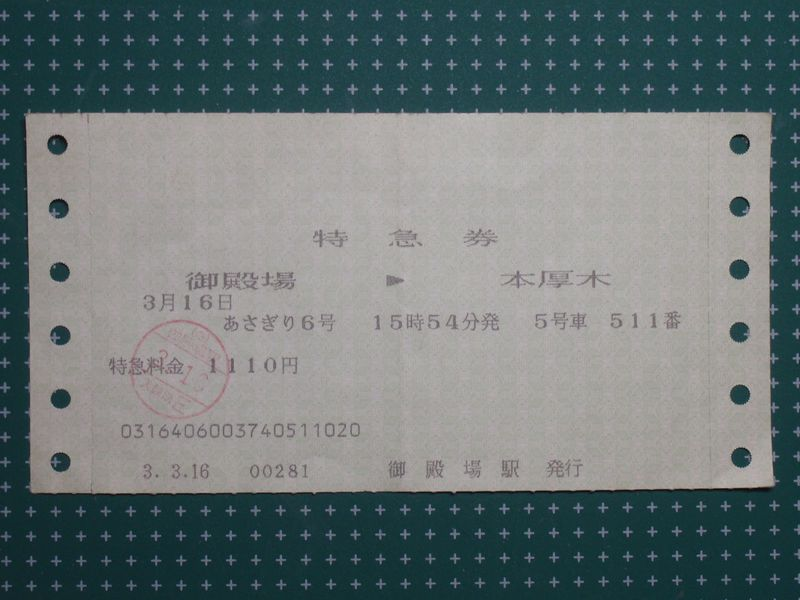
在開始行走當初的特急券[注 9]。
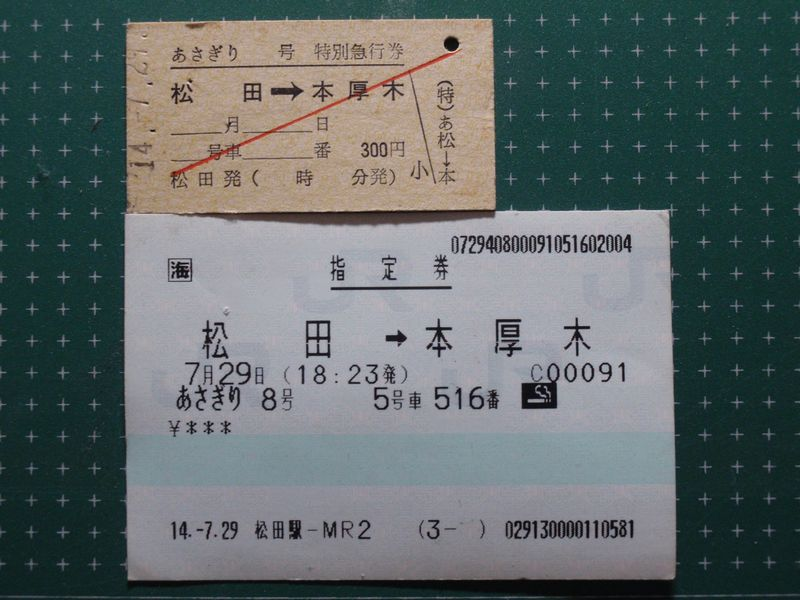
於松田站發行的特急券例子[注 10]。
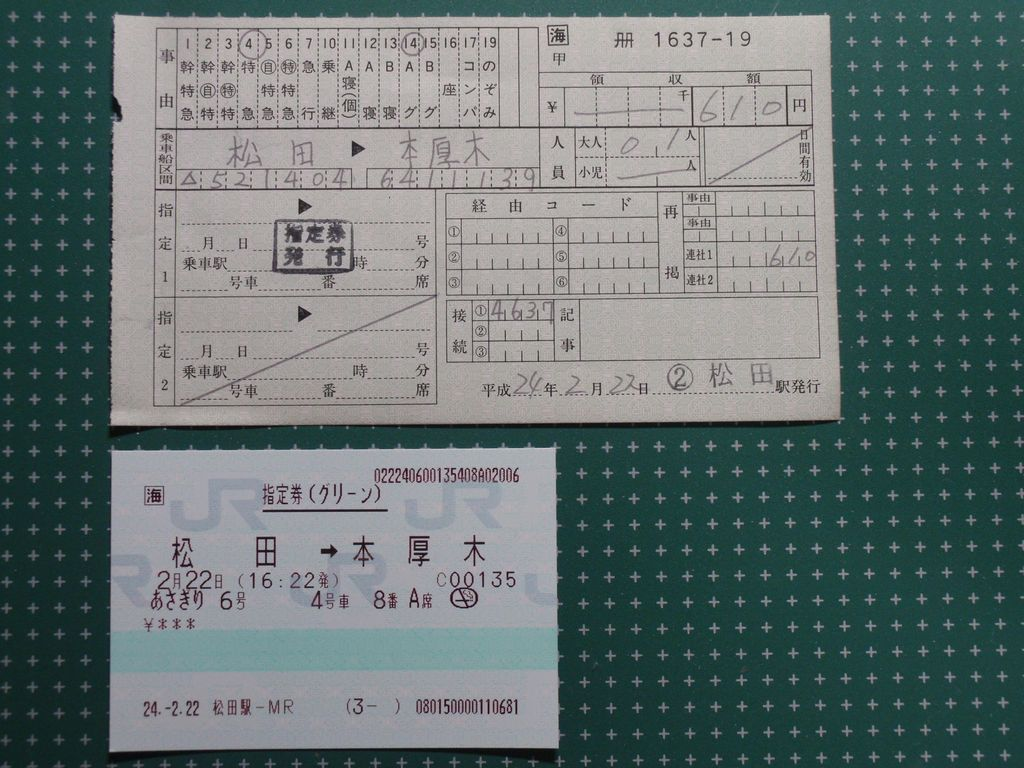
於松田站發行的特急券例子[注 11]。
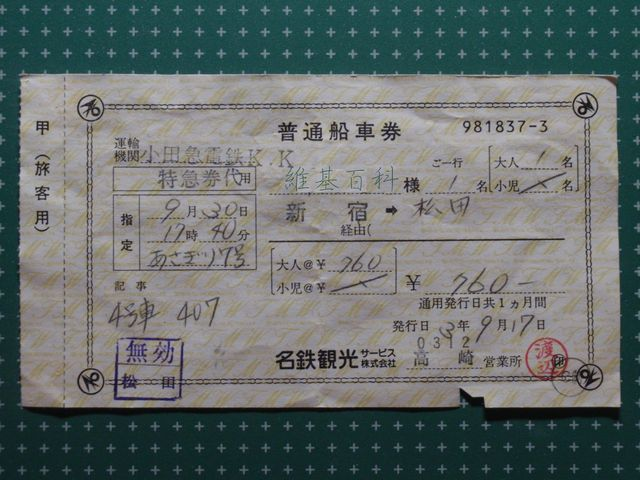
於名鐵觀光服務（日语：名鉄観光サービス）購入的特急券例子。車票類型為船車券。
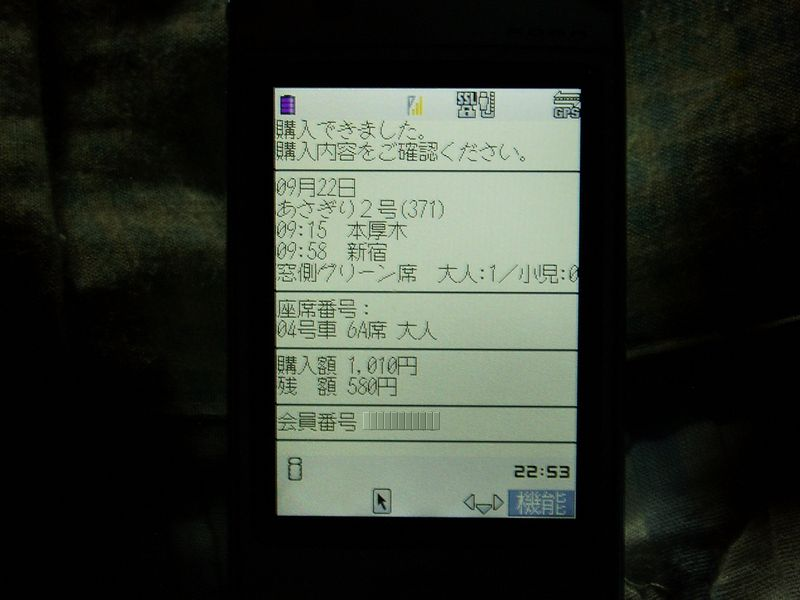
於「浪漫特快@Club」購入的特急券例子。
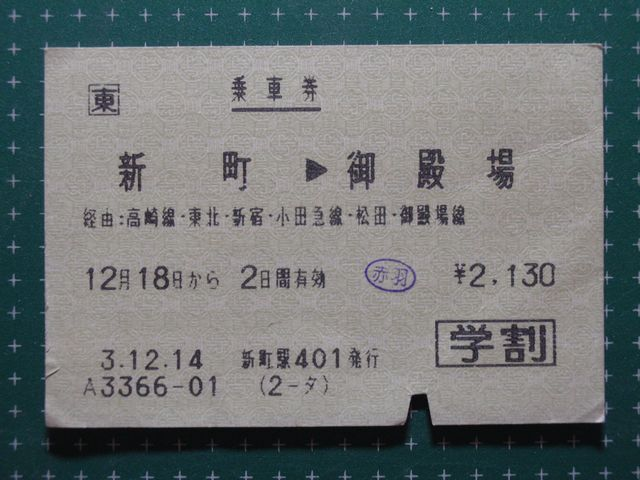
（參考）從高崎線新町站經新宿站乘坐小田急小田原線，再途經松田站前往御殿場站之通過聯絡運輸車票（該車票不包含特急券）。

## 使用車輛的變遷
小田急KiHa5000形1955年10月1日至1968年6月30日。當初座位數量94個，在1956年以後變為82個。
小田急KiHa5100形1956年6月10日至1968年6月30日。當初座位數量82個。
小田急3000形SSE車1968年7月1日至1991年3月15日。5卡連接車，總載客量222名，有一段時期使用一個班次中使用2抽列車。
小田急20000形RSE車1991年3月16日至2012年3月16日。7卡編成，總載客量普通席338名，特別席64名。3號和4號車廂是雙層設計。
JR東海371系1991年3月16日至2012年3月16日。7卡編成，總載客量為408名（當中綠色車廂載客量為64名）。3號和4號車廂是雙層設計。
小田急60000形MSE車2012年3月17日起開始使用。

## 年表
- 1955年（昭和30年）10月1日：小田急電鐵主要為了運送遊客前往箱根和富士方向[8]，開設了柴油列車準急列車「銀嶺」（日语：／）和「芙蓉」（日语：／），行走於小田急的新宿站至御殿場線的御殿場站之間，每日各有1個往返班次[2]。
  - 當時建設了聯絡線，連接小田急小田原線新松田站至御殿場線松田站[78]。另外，小田急一方的本線分支點位於澀澤站至新松田站之間靠近新松田一寄。
  - 由於御殿場線當時還未電氣化，因此需要使用柴油列車行走。通常以1卡編成，長假期等時候會以2卡編成[20]。當時只是小田急電鐵單向駛入國鐵。在小田急一方的列車類別為「特別準急」，該類別的地位與特急列車同等。（小田急）新宿站至（國鐵）松田站之間沒有中途站。由於御殿場線中沒有柴油列車的司機[2]，因此整個區間由小田急乘務員執勤[3]。
- 1959年（昭和34年）
  - 7月2日：開設特別準急「朝霧」（日语：／）和「長尾」（日语：／）。使每日共有4個往返班次[24]。
  - 9月19日：當時的皇太子明仁親王（後來為明仁上皇）乘坐直通至御殿場線的特別準急行列車[5]。
- 1968年（昭和43年）
  - 7月1日：御殿場線電氣化。開始引入SSE車行走班次[5]。同時統一列車名稱為「朝霧」[4]。同一時間，九州設有同名急行列車，行走於天瀨站至門司港站之間，出現了國鐵線內同名不同系統的列車[27]。
  - 10月1日：實施4・3・10（日语：ヨンサントオ）的時間表修正（日语：ダイヤ改正），國鐵廢除「準急」列車類別，於國鐵線內升級為急行列車[5]。在小田急一方，列車類別改名為「聯絡急行」，等級仍然與特急列車同等。
- 1971年（昭和46年）10月1日：列車加停新原町田站（現時：町田站）[5]。
- 1984年（昭和59年）2月1日：列車加停本厚木站和谷峨站[34]。但是，只有下行1號和上行6號停靠谷峨站[35]。
- 1991年（平成3年）3月16日：由小田急擁有的SSE車在經歷數十年後開始老化，因此JR東海和小田急電鐵兩間公司均新製造了車輛，並且升級至特別急行列車和進行互相直通運輸。同時設有以下改動：
  1. 運輸區間變為新宿站至沼津站之間。
  2. 中途停車站進行變更：町田站、本厚木站、松田站、駿河小山站（只限1、7、2、8號）、御殿場站和裾野站
  3. 由座位定額制（指定車號）的「聯絡急行券（日语：急行券）」變為座位指定制的特別急行券（日语：特別急行券）。
  4. 從整個區間由小田急乘務員執勤，變成於松田站進行交班，各自公司派遣職員於自己線內線内執勤[41]。
- 2007年（平成19年）3月18日：所有車輛禁煙。
- 2011年（平成23年）
  - 3月11日：當日起結束車內販賣服務[63]。由於發生日本東北地方太平洋近海地震（東日本大震災），以及東京電力福島第一核電廠等各個原因，使電力不足，所有班次暫停服務。
  - 4月16日：1、2、3、8號重開（2個往返班次）[79]。
  - 4月29日：所有班次重開[80][81]。
- 2012年（平成24年）3月17日：實施時間表修正，設有以下改動[49][50]。
  1. 運輸區間縮短至新宿站至御殿場站之間，使用車輛由371系、RSE車變為MSE車。
  2. 班次變為平日個3個往返班次，星期六與假日包含1個往返臨時列車班次，共有4個往返班次。
  3. 小田急線內的中途站變更：新百合丘站、相模大野站、本厚木、秦野站[82]。（粗體為新停車站。通過町田。）
  4. 星期六日行走的11、12號與「江之島」於新宿站至相模大野站之間結併運輸[83]。
- 2018年（平成30年）
  - 3月17日：實施時間表修正，列車名稱改為「富士山」[84][85]。11、12號變回單獨運輸。在星期六及假日增加31、32號之不定期班次。
  - 12月2日：為了紀念小田急60000形「MSE」服役10周年，開設了團體臨時列車「地下鐵朝霧」，從綾瀨出發前往御殿場（途經東京地下鐵千代田線、小田急小田原線和御殿場線）。當日再次設有「朝霧」班次。同時為千代田線車站中，首架會駛入御殿場線和靜岡縣方向的列車[86][87]。

## 注腳

### 書籍
- 青田孝. . 交通新聞社（日语：交通新聞社）. 2009. ISBN 9784330105093 （日语）.
- 生方良雄（日语：生方良雄）; 諸河久（日语：諸河久）. . 保育社. 1994. ISBN 978-4586180295 （日语）.
- 生方良雄. . 大正出版（日语：大正出版）. 2005. ISBN 4811706552 （日语）.
- 種村直樹（日语：種村直樹）. . 日本交通公社出版事業局. 1992 （日语）.
- 鐵道友之會東京支部. . 小學館. 1979: 42–43 （日语）.
- . 日本交通公社出版事業局. 1981年8月 （日语）.
- . 交通新聞社（日语：交通新聞社）. 1992 （日语）.
- . BJ Editors. 2006. ISBN 4434072730 （日语）.
- . 交通新聞社. 2012. ISBN 9784330279121 （日语）.

### 雜誌文章
- 青木榮一（日语：青木栄一 (地理学者)）. . 鐵道畫刊（日语：鉄道ピクトリアル） (電氣車研究會（日语：電気車研究会）). 1999年12月, (679): 93–105 （日语）.
- 赤石定次. . 鐵道畫刊 (電氣車研究會). 2010年1月, (829): 135–139 （日语）.
- 生方良雄. . 鐵道畫刊 (電氣車研究會). 1991年7月, (546): 157–163 （日语）.
- 生方良雄. . 鐵道迷（日语：鉄道ファン (雑誌)） (交友社). 1993年6月, (386): 67–69 （日语）.
- 生方良雄. . 鐵道畫刊 存檔精選 (電氣車研究會). 2002年9月, (1): 42–71 （日语）.
- 生方良雄. . 鐵道畫刊 存檔精選 (電氣車研究會). 2002年9月, (1): 74–82 （日语）.
- 生方良雄. . 鐵道畫刊 存檔精選 (電氣車研究會). 2002年12月, (2): 95 （日语）.
- 大幡哲海. . 鐵道畫刊 (電氣車研究會): 16–24 （日语）.
- 大幡哲海. . 鐵道時間表情報 (弘濟出版社（日语：交通新聞社）). 1996年5月, (145): 49–55 （日语）.
- 小田急電鉄（株）運転車両部. . 鐵道雜誌（日语：鉄道ジャーナル） (鐵道雜誌社). 2008年4月, (498): 100–105 （日语）.
- 小田急電鉄（株）車両部車両課. . 鐵道雜誌 (鐵道雜誌社). 1991年4月, (294): 97–101 （日语）.
- 加藤一郎. . 鐵道畫刊 (電氣車研究會). 1988年2月, (491): 42–46 （日语）.
- 刈田草一. . 鐵道畫刊. 1982年6月, (405): 15–23 （日语）.
- 刈田草一. . 鐵道畫刊. 1991年7月, (546): 145–156 （日语）.
- 川島常雄. . 鐵道畫刊 (電氣車研究會). 1999年12月, (679): 123–130 （日语）.
- 岸上明彥. . 鐵道畫刊 (電氣車研究會). 2010年1月, (829): 241–295 （日语）.
- 鈴木厚志. . 鐵道雜誌 (鐵道雜誌社). 1991年4月, (294): 92–96 （日语）.
- 鈴木文彥（日语：鈴木文彦）. . 鐵道雜誌 (鐵道雜誌社). 1991年7月, (297): 144–146 （日语）.
- 東海旅客鐵道（株）車輛部車輛課. . 鐵道迷 (交友社). 1991年4月, (360): 27–34 （日语）.
- 富田丈一. . 鐵道畫刊 (電氣車研究會). 1999年12月, (405): 166–168 （日语）.
- 松本典久. . 鐵道雜誌 (鐵道雜誌社). 1991年7月, (297): 22–33 （日语）.
- 須田寬（日语：須田寬）. . 鐵道雜誌 (鐵道雜誌社). 1991年7月, (297): 34–35 （日语）.
- M記者. . 鐵道畫刊 存檔精選 (電氣車研究會). 2002年9月, (1): 108–111 （日语）.
- . 鐵道畫刊 存檔精選 (電氣車研究會). 2002年12月, (2): 6–20 （日语）.
- . 鐵道雜誌 (鐵道雜誌社). 2008年1月, (495): 100–103 （日语）.
- . 鐵道雜誌 (鐵道雜誌社). 2010年3月, (521): 36–47 （日语）.
- . 鐵道雜誌 (鐵道雜誌社). 2012年3月, (545): 22–27 （日语）.

## 相關修目
- 小田急浪漫特快
  - 行走中的咖啡廳（日语：走る喫茶室）
- 東京 - 沼津線（日语：東京 - 沼津線）（高速巴士）
- 小田急箱根高速巴士#路線（日语：小田急箱根高速バス#路線）
- 富士回遊號列車
- 富士山特急號列車（日语：フジサン特急）
- 東海號列車
- 踊子號列車

## 外部連結
- 列車名稱與行走區間 （页面存档备份，存于）（日語） - 小田急電鐵
- 富士山 （页面存档备份，存于）（日語） - JR東海列車行走情報